# Brâncoveanu-Stil

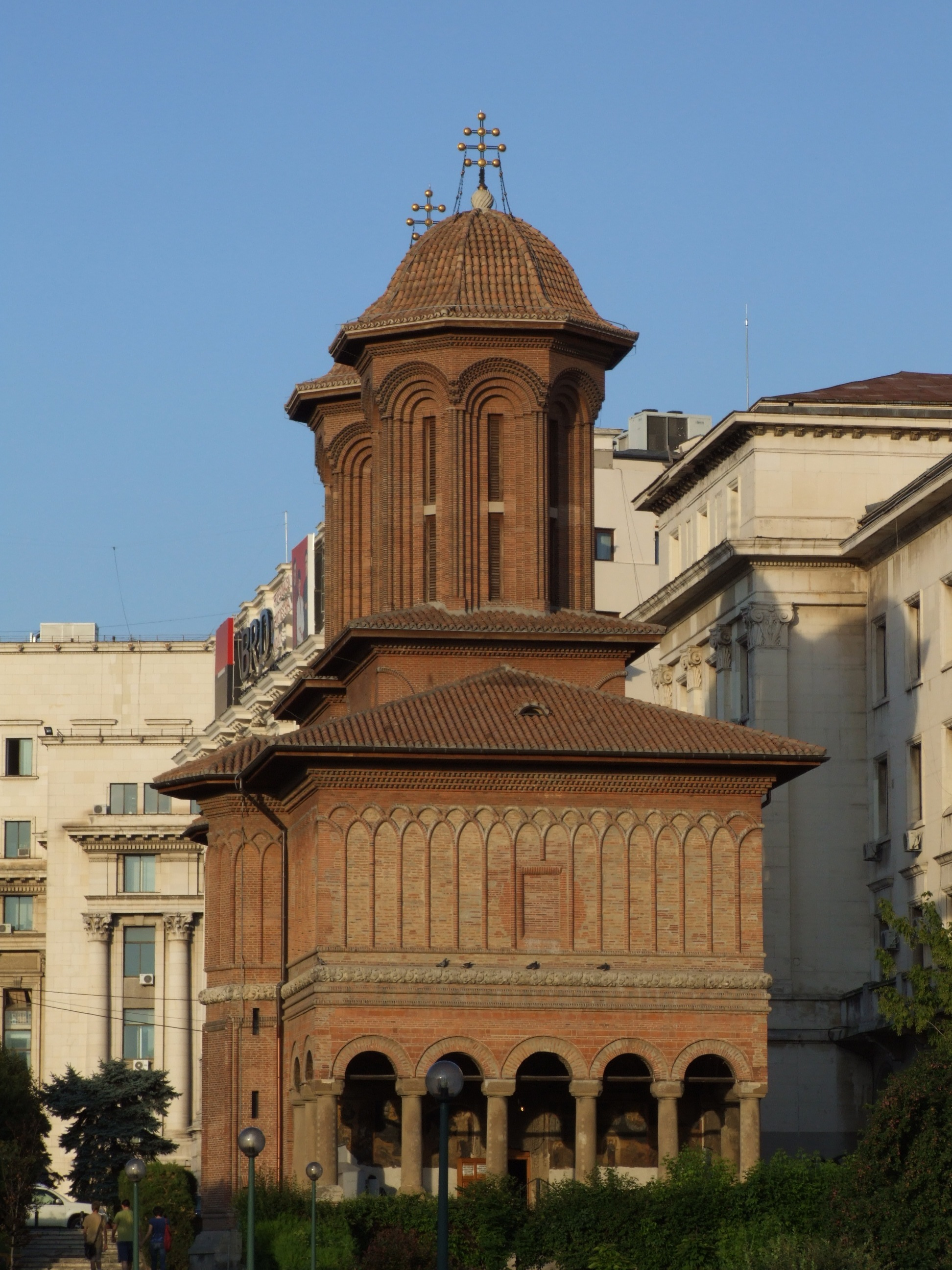
Kretzulescu-Kirche, Bukarest

Der Brâncoveanu-Stil ist ein nach dem walachischen Fürsten Constantin Brâncoveanu (1688–1714) benannter Baustil, der vor allem im Süden des heutigen Rumänien anzutreffen ist. Er vereinigt italienisch-venezianische und orientalische Stilelemente in sich. Charakteristisch sind von spiralförmig gedrehten Säulen getragene Loggien, kombinierte Rund- und Spitzbogenfenster, weit überhängende Holzdächer und üppige Fassadenornamente mit Pflanzenmotiven. Anfang des 20. Jahrhunderts erfuhr dieser Baustil als Neo-Brâncoveanu-Stil eine Art Renaissance. Zu den bekanntesten Bauten im Brâncoveanu-Stil gehören Schloss Mogoșoaia, das Kloster Horezu, das Kloster Stavropoleos sowie das Spitalul Brâncovenesc.

## Galerie

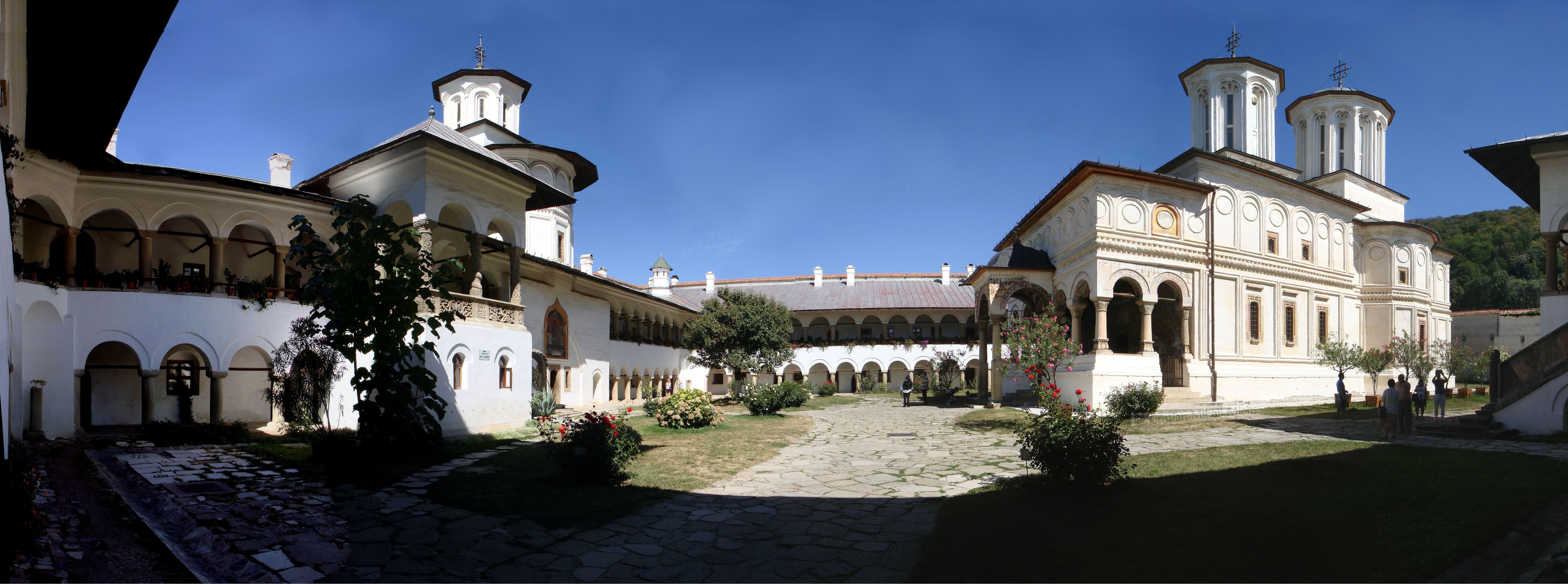
Kloster Horezu
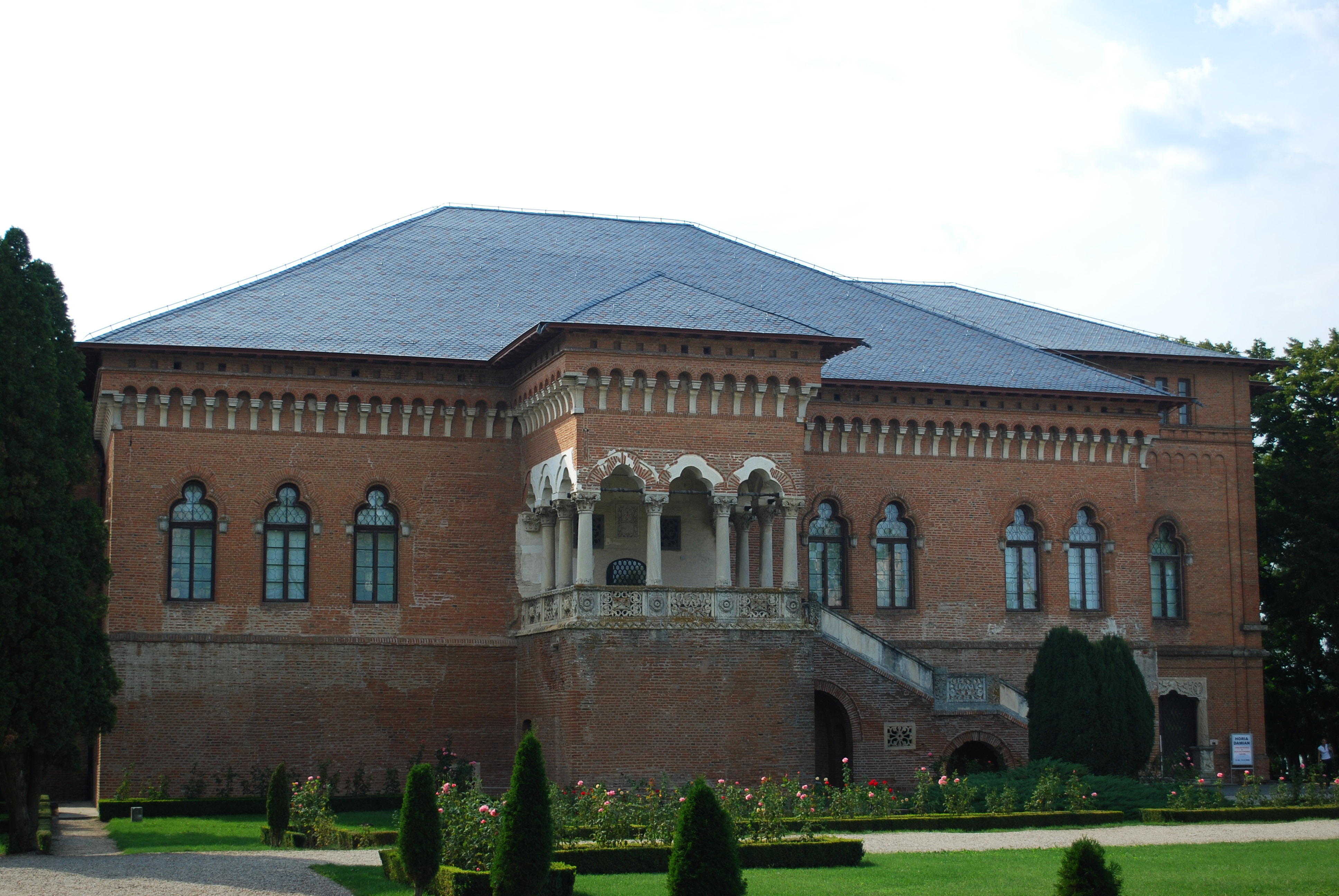
Schloss Mogoșoaia bei Bukarest
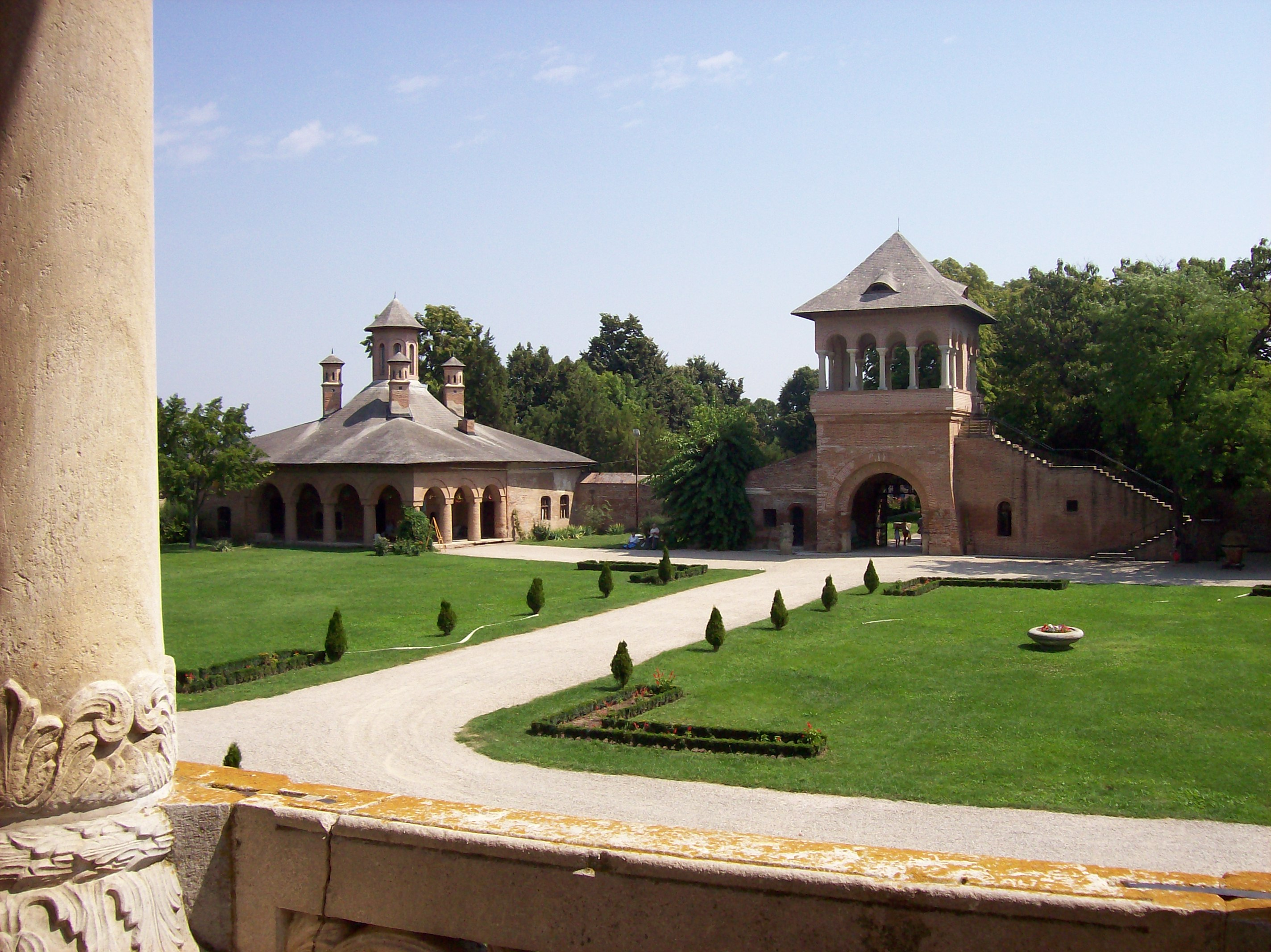
Mogoșoaia-Ensemble bei Bukarest (Eingangstor)
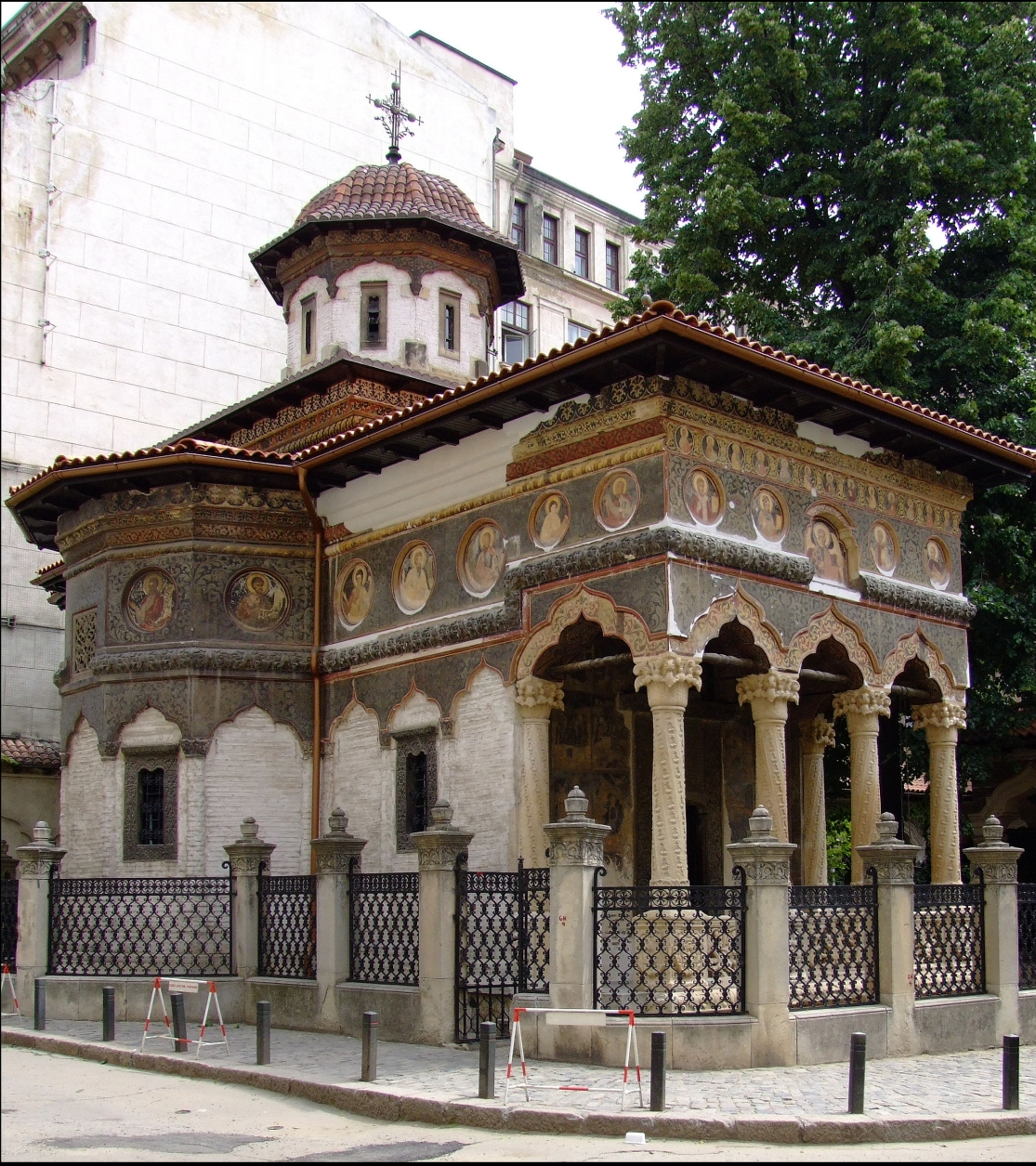
Stavropoleos-Kirche in Bukarest